# Tényő, Győr-Moson-Sopron
Tényő  este un sat în districtul Győr, județul Győr-Moson-Sopron, Ungaria, având o populație de 1.485 de locuitori (2011). 

## Demografie
Componența etnică a satului Tényő
     Maghiari (98,59%)
     Necunoscut (0,49%)
     Alții (0,92%)
Componența confesională a satului Tényő
     Romano-catolici (66,8%)
     Luterani (4,71%)
     Fără religie (4,04%)
     Reformați (2,29%)
     Atei (1,21%)
     Necunoscută (20,54%)
     Greco-catolici (0,4%)
     Alte religii (1,14%)
Conform recensământului din 2011, satul Tényő avea 1.485 de locuitori. Din punct de vedere etnic, majoritatea locuitorilor (98,59%) erau maghiari. Apartenența etnică nu este cunoscută în cazul a 0,49% din locuitori.  Din punct de vedere confesional, majoritatea locuitorilor (66,8%) erau romano-catolici, existând și minorități de luterani (4,71%), persoane fără religie (4,04%), reformați (2,29%) și atei (1,21%). Pentru 20,54% din locuitori nu este cunoscută apartenența confesională.